# Takeshi Maeda
Pour les articles homonymes, voir Maeda.
Takeshi Maeda (前田 武志, Maeda Takeshi), né le 22 octobre 1937 à Totsukawa (Japon), est un homme politique japonais. Membre du Parti démocrate, il est ministre du Territoire, des Infrastructures, des Transports et du Tourisme entre 2011 et 2012.